# Wapen van Lions

Wapen van Lions

Het wapen van Lions is het dorpswapen van het Nederlandse dorp Lions, in de Friese gemeente Leeuwarden. Het wapen werd in 2001 geregistreerd.

## Beschrijving
De blazoenering van het wapen in het Fries luidt als volgt:
yn read in gouden nôtskeaf; in sulveren skyldseame, belein mei seis griene klavers, pleatst 3:2:1.
De Nederlandse vertaling luidt als volgt: 
in rood een gouden korenschoof; een zilveren schildzoom, belegd mei zes groene klavers, geplaatst 3:2:1.
De heraldische kleuren zijn: keel (rood), goud (goud), zilver (zilver) en sinopel (groen).

## Symboliek
- Schildzoom met klavers: verwijst naar het grasland en de veehouderij.[2]
- Korenschoof: ontleend aan het wapen van de familie Siccama die in het dorp de Siccama State bewoonde.[2]

## Zie ook

Vlag van Huins en Lions